# Horus Patera
L'Horus Patera è una struttura geologica della superficie di Io.